# Alef broj
U matematičkoj teoriji skupova, alef brojevi predstavljaju brojeve koji se koriste za označavanje kardinalnosti (broja članova) beskonačnih skupova. Njihova oznaka je hebrejsko slovo alef ({\displaystyle \aleph }).
Kardinalnost skupa prirodnih brojeva je {\displaystyle \aleph _{0}} (alef-nula); sljedeća veća kardinalnost je alef-jedan {\displaystyle \aleph _{1}}, pa {\displaystyle \aleph _{2}} i tako dalje. Na ovaj je način moguće definirati kardinalni broj {\displaystyle \aleph _{\alpha }} za svaki ordinalni broj α.
Ovaj je koncept uveo Georg Cantor, koji je i uveo pojam kardinalnosti, te došao do zaključka da beskonačni skupovi mogu imati različite kardinalnosti.
Alef brojevi se razlikuju od beskonačnosti (∞) koja se često susreće u algebri ili matematičkoj analizi. Alef brojevi označuju veličinu skupova; beskonačnost, s druge strane, se obično definira kao krajnja granica pravca realnih brojeva. Iako neki alef brojevi mogu biti veći od drugih, ∞ je jednostavno ∞.

## Alef-nula
Alef-nula ({\displaystyle \aleph _{0}}) je po definiciji kardinalnost skupa svih prirodnih brojeva (pretpostavljajući, kao i obično, aksiom izbora). Alef-nula je najmanji od svih beskonačnih kardinalnosti. Skup ima kardinalnost {\displaystyle \aleph _{0}} ako i samo ako je prebrojivo beskonačan, što je slučaj ako i samo ako se može napraviti izravna bijekcija, ili jedan-jedan preslikavanje sa skupom prirodnih brojeva. Među takvim skupovima su skupovi svih prostih brojeva, svih cijelih brojeva ili skup svih racionalnih brojeva.

## Alef-jedan
{\displaystyle \aleph _{1}} je kardinalnost skupa svih prebrojivih ordinalnih brojeva, zvanog ω1 ili Ω. Treba imati na umu da je ω1 neprebrojiv skup. Ova teorija implicira (i u samoj Zermelo-Fraenkel teoriji skupova (ZF), bez aksioma izbora) da ne postoji kardinalan broj između {\displaystyle \aleph _{0}} i {\displaystyle \aleph _{1}}. Ako se koristi aksiom izbora, može se dalje dokazati da je klasa kardinalnih brojeva potpuno (totalno) uređena, te da je stoga {\displaystyle \aleph _{1}} drugi najmanji beskonačan kardinalan broj. Korištenjem aksioma izbora se može pokazati jedno od najkorisnijih svojstava skupa Ω (standardan primjer skupa veličine {\displaystyle \aleph _{1}}): svaki prebrojivi podskup skupa Ω ima gornju granicu (u odnosu na standardnu dobru uređenost ordinala) u Ω (dokaz je lak: prebrojiva unija prebrojivih skupova je prebrojiva - ovo je jedna od najčešćih primjena aksioma izbora). Ova činjenica je analogna situaciji u {\displaystyle \aleph _{0}}: svaki konačan skup prirodnih brojeva (podskup od ω) ima maksimum, koji je također prirodan broj (ima gornju granicu u ω) — konačne unije konačnih skupova su konačne.
Ω je u stvari koristan koncept, iako zvuči pomalo egzotičan. Primjer primjene je zatvaranje u odnosu na prebrojive operacije; na primjer, pokušaj eksplicitnog opisivanja σ-algebra generirane proizvoljnom kolekcijom podskupova. Ovo je teže od većine eksplicitnih opisa "generiranja" u algebri (na primjer vektorskih prostora, grupa, itd.) jer u tim slučajevima moramo zatvoriti samo u odnosu na konačne operacije - zbrajanja, umnoške i slično. Proces uključuje definiranje, za svaki prebrojivi ordinal, putem transfinitne indukcije, skupa ubacivanjem svih mogućih prebrojivih unija i komplemenata, i uzimanjem unije svega toga nad cijelim Ω.

## Hipoteza kontinuuma
Kardinalnost skupa realnih brojeva je {\displaystyle 2^{\aleph _{0}}}. Nije jasno gdje ovaj broj potpada u hijerarhiji alef-brojeva. Iz hipoteze kontinuuma slijedi identitet:
{\displaystyle 2^{\aleph _{0}}=\aleph _{1}.}
Hipoteza kontinuuma je neovisna od Zermelo-Fraenkel teorije skupova s aksiomom izbora: ne može se ni dokazati niti opovrgnuti unutar konteksta tog aksiomatskog sustava. Kurt Gödel je 1940. dokazao njenu konzistentnost sa ZF teorijom skupova s aksiomom izbora; Paul Cohen je 1963. demonstrirao neovisnost od ZF teorije skupova s aksiomom izbora.

## Alef-ω
Konvencionalno se najmanji beskonačan ordinal označuje s ω, i kardinalan broj {\displaystyle \aleph _{\omega }} je najmanja gornja granica
{\displaystyle \left\{\,\aleph _{n}:n\in \left\{\,0,1,2,\dots \,\right\}\,\right\}.}
Alef-ω je prvi neprebrojivi kardinalan broj za koji se unutar ZF teorije skupova može pokazati da nije jednak kardinalnosti skupa realnih brojeva; za bilo koji pozitivan cijeli broj n se može konzistentno pretpostaviti da je {\displaystyle 2^{\aleph _{0}}=\aleph _{n}}, i štoviše, moguće je pretpostaviti da je {\displaystyle 2^{\aleph _{0}}} proizvoljno velik.

## Alef-α za opći α
Kako bi se definirao alef-α za proizvoljan ordinalan broj α, mora se definirati operacija kardinala sljedbenika, koja proizvoljnom kardinalnom broju ρ dodjeljuje sljedeći veći dobro uređen kardinal {\displaystyle \rho ^{+}}. (Ako vrijedi aksiom izbora, tada je ovo sljedeći veći kardinal.)
Tada se mogu definirati alef brojevi na sljedeći način
{\displaystyle \aleph _{0}=\omega }
{\displaystyle \aleph _{\alpha +1}=\aleph _{\alpha }^{+}}
i za λ, beskonačan granični ordinal,
{\displaystyle \aleph _{\lambda }=\bigcup _{\beta <\lambda }\aleph _{\beta }.}
α-ti beskonačni početni ordinal se označuje sa {\displaystyle \omega _{\alpha }}. Njegova kardinalnost je {\displaystyle \aleph _{\alpha }}.

## Fiksne točke za alef
Za bilo koji ordinal α slijedi
{\displaystyle \alpha \leq \aleph _{\alpha }.}
U mnogim slučajevima {\displaystyle \aleph _{\alpha }} je strogo veći od α. Na primjer, za bilo koji ordinal sljedbenik α, ovo vrijedi. Međutim, postoje neki granični ordinali, koji su fiksne točke alef funkcije. Prvi takav je granica niza
{\displaystyle \aleph _{0},\aleph _{\aleph _{0}},\aleph _{\aleph _{\aleph _{0}}},\ldots }
Svaki nedostupni kardinal je također fiksna točka alef funkcije.

## Vidjeti također
- Georg Cantor
- Kardinalan broj
- Neprebrojiv skup
- Hipoteza kontinuuma
- Bet broj